# Nephele accentifera
Nephele accentifera là một loài bướm đêm thuộc họ Sphingidae. It is common in most habitats throughout the Ethiopian Region, excluding Madagascar and the Cape Peninsula.
Chiều dài cánh trước là 35–42 mm.